# Шидски Бановци
Шидски Бановци (Бановци од 1991) су насеље у општини Нијемци, Вуковарско-сремска жупанија, Република Хрватска.

## Географија
Шидски Бановци су удаљени 30 км од Винковаца, 18 км од Вуковара, а 14 км од Шида.

## Називи кроз историју
- Нови Бановци (до 1900)[2]
- Шидски Бановци (1910–1991),[2] назив који и данас користи месно српско становништво;
- Бановци (од 1991)[2] (званично од стране Републике Хрватске).

## Географија
Место се налази 15-ак километара јужно од Дунава. Јужно од села, између места и ауто-пута, смештене су прастаре Спачванске храстове шуме.

## Култура
У Шидским Бановцима се налази храм Српске православне цркве посвећен Светој Петки. Црква је изграђена почетком 19. века.

## Привреда
Становништво се у највећем проценту бави пољопривредом.

## Саобраћај
Шидски Бановци су добро саобраћајно повезани, јер су смештени на магистралном путу Винковци - Шид, а кроз насеље пролази и железница.

## Демографија
Насеље има 432 становника (попис 2011). По старосној структури највећи део становништва је старији од 50 година.
| Националност       | 1991. | 1981. | 1971. | 1961. |
| Срби               | 636   | 726   | 939   | 1.063 |
| Југословени        | 4     | 32    | 4     |       |
| Хрвати             | 8     | 10    | 15    | 19    |
| Мађари             |       |       | 2     |       |
| Муслимани          | 1     |       |       |       |
| остали и непознато | 4     | 4     | 8     | 2     |
| Укупно             | 653   | 772   | 968   | 1.084 |

| Демографија | Демографија | Демографија |
| Година      | Становника  | Становника  |
| ----------- | ----------- | ----------- |
| 1857.       | 460         |             |
| 1869.       | 779         |             |
| 1880.       | 651         |             |
| 1890.       | 836         |             |
| 1900.       | 890         |             |
| 1910.       | 990         |             |
| 1921.       | 1.047       |             |
| 1931.       | 1.139       |             |
| 1948.       | 1.028       |             |
| 1953.       | 1.138       |             |
| 1961.       | 1.084       |             |
| 1971.       | 968         |             |
| 1981.       | 772         |             |
| 1991.       | 653         |             |
| 2001.       | 479         |             |
| 2011.       |             | 432         |

## Попис 1991.
На попису становништва 1991. године, насељено место Шидски Бановци је имало 653 становника, следећег националног састава:
| Попис 1991.‍ | Попис 1991.‍ | Попис 1991.‍ | Попис 1991.‍ | Попис 1991.‍ |
| ----------- | ----------- | ----------- | ----------- | ----------- |
|             |             |             |             |             |
| Срби        | Срби        |             | 636         | 97,39%      |
| Хрвати      | Хрвати      |             | 8           | 1,22%       |
| Југословени | Југословени |             | 4           | 0,61%       |
| Македонци   | Македонци   |             | 1           | 0,15%       |
| Муслимани   | Муслимани   |             | 1           | 0,15%       |
| Русини      | Русини      |             | 1           | 0,15%       |
| Словаци     | Словаци     |             | 1           | 0,15%       |
| непознато   | непознато   |             | 1           | 0,15%       |
| укупно: 653 |             |             |             |             |

До краја Другог светског рата, већину становника села чинили су Немци.

## Познате личности
У Шидским Бановцима је 26. јуна 1916. године рођен Слободан Бајић Паја, учесник Народноослободилачког рата и политички комесар Главног штаба НОВ и ПО Војводине, који је 5. јула 1952. године проглашен за народног хероја.